# Електрична схема розташування

Схема розташування електрична будівлі автомобільної майстерні

Електри́чна схе́ма розташува́ння (англ. electrical layout) — це вид електричної схеми, на якій зображують реальне розташування компонентів як всередині, так і ззовні об'єкта, зображеного на схемі. Вони призначені, в основному, для полегшення виготовлення об'єкта. Схеми розташування враховують місцезнаходження компонентів схеми і електричних зв'язків (електричних проводів і кабелів). Виконання робиться на основі загальних вимог до оформлення конструкторської документації і такі схеми за ЄСКД позначаються у шифрі основного напису символами Э7.

## Правила виконання схем розташування
На схемі розташування зображають складові частини виробу, а за необхідності зв'язки між ними та конструкцію, приміщення або місцевість, на яких ці складові частини будуть розташовані. Складові частини виробу зображують у вигляді спрощених зовнішніх обрисів або умовних графічних познак.
Провід, групи проводів, джгути та кабелі (багатожильні проводи, електричні шнури) зображують у вигляді окремих ліній або спрощених зовнішніх обрисів.
Розташування графічних познак складових частин виробу на схемі має приблизно відповідати дійсному розташуванню в конструкції, приміщенні, на місцевості. При виконанні схеми розташування допускається застосовувати різні способи побудови (аксонометрію, план, умовну розгортку, розріз конструкції тощо).
На схемі слід вказувати:
- для кожного пристрою або елемента, зображених у вигляді спрощеного зовнішнього обрису, — їх найменування і тип і (або) позначення документа, на підставі якого вони застосовані;
- для кожного елемента, зображеного у вигляді умовної графічної познаки, — його тип і (або) позначення документа.

При великій кількості пристроїв і елементів рекомендується ці відомості записувати в перелік елементів. В цьому випадку біля графічних познак пристроїв і елементів проставляють позиційні позначення.